# Alexandra Koszelyk
Œuvres principales
- À crier dans les ruines
- La Dixième Muse
- Le Sanctuaire d'Emona
- L'Archiviste

Alexandra Koszelyk, née le 31 octobre 1976 à Caen en France, est une romancière française, dont les romans sont teintés de mélancolie, de fantastique ou de réalisme magique.

## Biographie
Alexandra Koszelyk est née en 1976 à Caen.
Ayant vécu dans son enfance dans une commune située près de Caen (Normandie), Alexandra Koszelyk mène dans cette ville ses études secondaires et supérieures.
Elle devient professeure de lettres classiques dans les Yvelines, tout en se consacrant à l'écriture. Elle est  lauréate de plusieurs prix comme le prix Vleel 2022, ou le Prix Totem des lycéens 2020.
Chez Alexandra Koszelyk, le surnaturel s’invite dans les grands et les petits drames de l’Histoire, avec des romans « sidérant de poésie et d’actualité ». Cette écrivaine a baigné dans la culture ukrainienne héritée de ses grands-parents, émigrés en France dans les années 1930 (venant de la région de Galicie).

## Œuvres
- À crier dans les ruines, Aux Forges de Vulcain, 2019, 254 p.  (ISBN 978-2-37305-066-0)Réédition, Points, 2020, 224 p. (ISBN 9782757883877)
- La Dixième Muse, Aux Forges de Vulcain, 2021, 288 p.  (ISBN 978-2-37305-100-1)Réédition, Points, 2022, 288 p. (ISBN 978-2757890974)
- Le Sanctuaire d'Emona, Robert Laffont, coll. « R », 2022, 400 p.  (ISBN 978-2-221-25856-9)
- L'Archiviste, Aux Forges de Vulcain, 2022, 275 p.  (ISBN 978-2-373-05655-6)
- Pages volées, Aux Forges de Vulcain, 2024, 304 p.  (ISBN 978-2-373-05822-2)

## Réception
Elle est l’autrice de trois romans plusieurs fois primés et d’une saga young adult en lice pour le prix Imaginales des lycéens 2023. En 2019, elle fait du pays de ses ancêtres le décor d’une première fiction habitée sur les ruines de Tchernobyl. Son quatrième roman se tourne vers la tragédie qui touche l’Ukraine aujourd’hui : à travers le destin d’une jeune ukrainienne responsable de la conservation des œuvres d’art dans une ville détruite, l’autrice interroge les guerres qui défont les peuples et célèbre les légendes qui les unissent.
À crier dans les ruines est un roman dans lequel la nostalgie se lie à l’espoir, autant de choses invisibles qui empoisonnent la vie comme elles la magnifient.
À propos de L'Archiviste : « Il faut se plonger dans ce livre sidérant de poésie et d’actualité pour le savoir. Mais ce que l’on comprend d’emblée dans ce roman noir, c’est l’incroyable résilience des Ukrainiens, la force de leur attachement à leur terre. Et à leur culture. » Alexandra Schwartzbrod, pour Libération.

## Prix littéraires
- À crier dans les ruines : voir À crier dans les ruines#Distinctions

- La Dixième Muse
  - 2021 : Finaliste du Prix Gonet
  - 2022 : Finaliste du Prix Livraddict

- Le Sanctuaire d'Emona
  - 2023 : Finaliste pour le prix Imaginales des lycéens

- L'Archiviste
  - 2023 : Finaliste du prix littéraire de la ville de Caen
  - 2023 : Lauréat du prix VLEEL[6]

- Pages volées
  - 2024 : Sélection Prix Fnac